# Gewerkschaft Deutscher Lokomotivführer
Die Gewerkschaft Deutscher Lokomotivführer (GDL) ist eine deutsche Spartengewerkschaft für das Eisenbahnpersonal der Eisenbahnunternehmen. Sie ist Mitglied im DBB Beamtenbund und Tarifunion.
Die GDL ist Tarifpartner der Deutschen Bahn (DB) und weiterer 53 privater Eisenbahnverkehrsunternehmen. Früher vertrat die GDL ausschließlich Lokomotivführer und damit auch eine durchsetzungsstarke Funktionselite, sie öffnete sich 2002 für das gesamte Fahrpersonal der Deutschen Bahn und des öffentlichen Personennahverkehrs, letzteres gab sie wieder an die 2012 gegründete Nahverkehrsgewerkschaft im Beamtenbund ab. Im November 2020 gab die GDL die selbst auferlegte Beschränkung ihres Organisationsbereiches auf das Zugpersonal auf und öffnete sich für das gesamte direkte Eisenbahnpersonal. Damit vertritt die GDL nun neben dem Zugpersonal auch Eisenbahner der Fahrzeug- und Fahrweginstandhaltung (Werkstatt und Bahnbau), der Netzinfrastruktur (Fahrdienstleiter, Signalwerkstätten, Bahnhöfe und Energieversorgung) sowie Teilen der Eisenbahnverwaltung.
Als Arbeitnehmervertretung konkurriert die GDL mit der deutlich größeren Eisenbahn- und Verkehrsgewerkschaft (EVG) – vormals Transnet – die dem Deutschen Gewerkschaftsbund (DGB) angehört. Derzeit werden in 18 der 300 Betriebe der Deutschen Bahn die Verträge der GDL angewendet, in den anderen 282 die der EVG.

## Mitglieder
Nach eigenen Angaben von 2010 lag der Organisationsgrad unter den rund 25.000 Triebfahrzeugführern in Deutschland bei mehr als 70 %, wobei mehr als 80 % der Triebfahrzeugführer der DB in der Gewerkschaft organisiert seien. Von den rund 11.000 Zugbegleitern der DB seien über 30 % GDL-Mitglied. Nach einer schriftlichen Vereinbarung mit dem DB-Konzern wurden die Zugbegleiter bis 2013 nicht in den GDL-Tarifvertrag integriert.
2007 waren 62 % des Zugpersonals in der GDL organisiert. Die Mehrzahl der Lokrangierführer waren 2007 hingegen in der EVG organisiert (Stand: 2008).
Die GDL organisierte nach dem Streik bei der Deutschen Bahn 2007/2008 auch zunehmend U-Bahn-, Straßenbahn- und Busfahrer. In Berlin, München, Nürnberg und Saarbrücken wurden Ortsgruppen im Nah-/Stadtverkehr gegründet. Allein in der 2008 gegründeten GDL-Ortsgruppe für Mitarbeiter der Berliner Verkehrsbetriebe (BVG) und BT Berlin Transport waren vor Gründung bereits rund 500 Mitarbeiter organisiert. Im November 2010 vereinten sich GDBA und Transnet zur Eisenbahn- und Verkehrsgewerkschaft im DGB. Diese vertritt (Stand 2020) 184.090 Mitglieder. Im DGB organisierte ÖPNV-Beschäftigte sind dem Ver.di-Fachbereich Verkehr zugeordnet. Die GDL umfasst (Stand 2020) 37.000 Mitglieder. Nachdem die GDL in ihrer Generalversammlung entschied, sich auf den Eisenbahnbereich zu beschränken, gründete man im Beamtenbund 2012 die Nahverkehrsgewerkschaft, in der in der GDL organisierte Nahverkehrsbeschäftigte mit dem Fachbereich Nahverkehr der DBB-Kommunalgewerkschaft komba zusammengefasst wurden.
Neben Triebfahrzeugführern vertritt die GDL mehr als 9000 Mitglieder anderer Berufsgruppen.
Laut eigenen Angaben sei die GDL in allen 300 Bahn-Betrieben strukturell in der Minderheit. GDL-Betriebsräte würden etwa 30 Betriebe führen.
Nach eigenen Angaben gewann die GDL im Jahr 2021 mehrere tausend Mitglieder. Ende 2021 waren es fast 40.000.

## Organisation

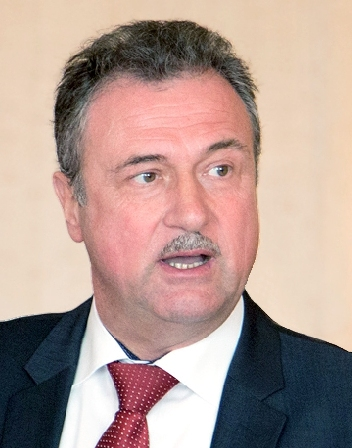
Claus Weselsky, von 2008 bis 2024 Bundesvorsitzender der GDL

Höchstes Organ der GDL ist eine Generalversammlung, welche in der Regel alle vier Jahre stattfindet. Als ausführendes Organ steht dieser neben einem 20 Mitglieder umfassenden Hauptvorstand ein geschäftsführender Vorstand vor. Den Bundesvorsitz war vom 6. Mai 2008 bis zum 3. September 2024 Claus Weselsky, er wurde auf der Generalversammlung von Mario Reiß abgelöst, der Stellvertreter ist Lars Jedinat.
Die GDL untergliedert sich in sieben Bezirke:
- Bayern
- Nord-Ost (Mecklenburg-Vorpommern, Berlin und Brandenburg)
- Nordrhein-Westfalen
- Hessen Thüringen Mittelrhein (HTM) (Hessen, Thüringen und Koblenz)
- Mitteldeutschland (Sachsen-Anhalt und Sachsen)
- Nord (Niedersachsen, Schleswig-Holstein, Hamburg und Bremen)
- Südwest (Baden-Württemberg, Rheinland-Pfalz und Saarland)

Unter dieser Bezirksebene bestehen etwa 200 Ortsgruppen.
Seit 1958 besteht die Jugendorganisation GDL-Jugend. Sie vertritt die gewerkschaftspolitischen Interessen der GDL-Mitglieder bis zum 27. Lebensjahr in der Gewerkschaft. Die Gewerkschaft gibt eine Mitgliederzeitschrift namens Voraus mit zehn Ausgaben pro Jahr heraus (ISSN 1438-0099).
In der Frankfurter Zentrale der GDL arbeiten 38, in den sieben regionalen Geschäftsstellen 20 weitere Vollzeitbeschäftigte.

## Geschichte

### Vorläufer

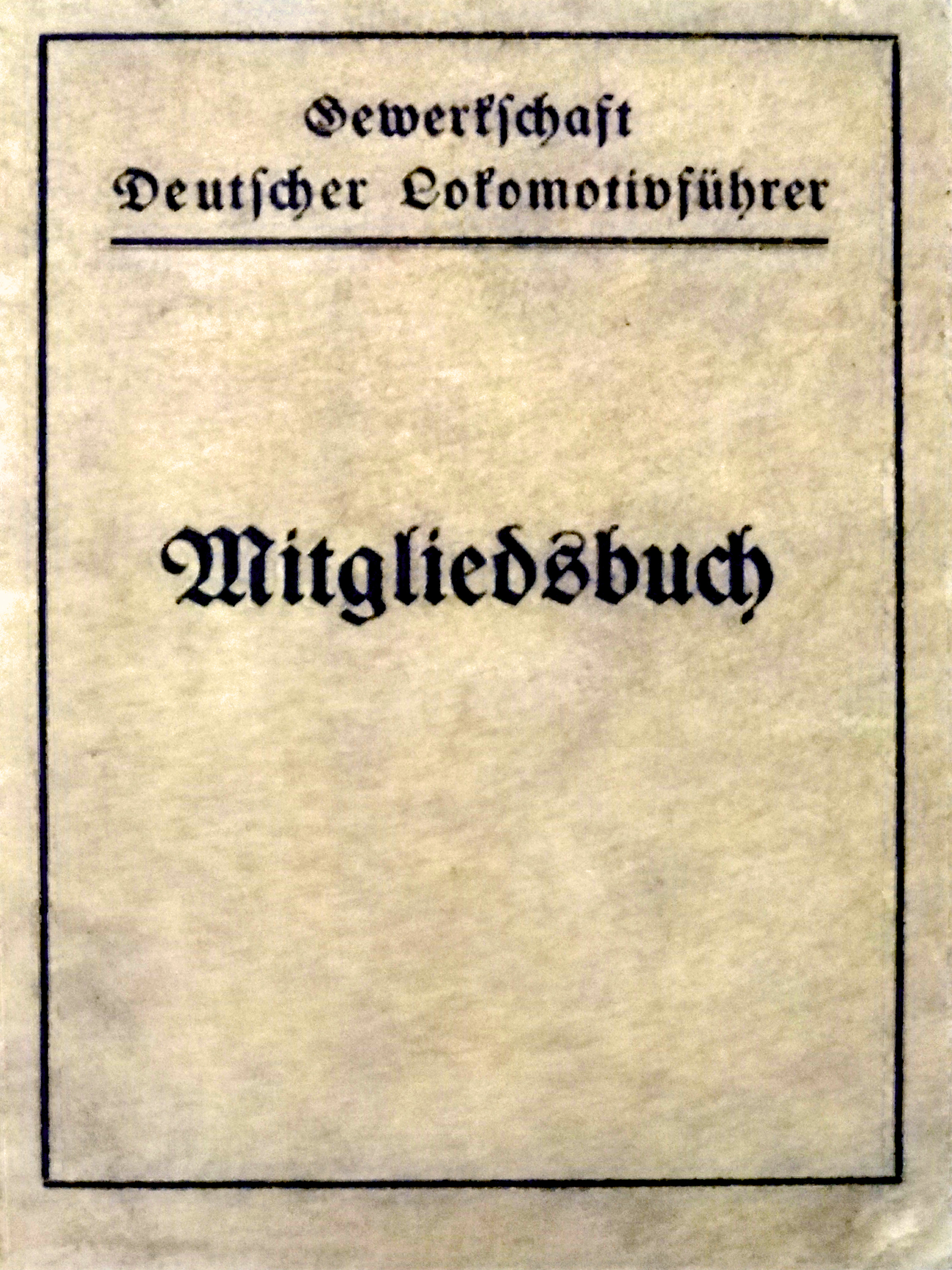
Mitgliedsbuch 1920er, Bahnmuseum Nürnberg

1867 wurde der Verein Deutscher Lokomotivführer (VDL) gegründet. Dessen Satzung wurde 1904 vom Kaiserlichen Aufsichtsamt für Privatversicherung genehmigt. In Folge der Gründung der Preußisch-Hessischen Eisenbahngemeinschaft 1897 wurde der Verein 1907 in Verband preußisch-hessischer Lokomotivführer (VPHL) umbenannt. Zu den frühen Leistungen der Verbände gehörten auch eine Unfallkasse, eine Rechtsschutzversicherung und die Unterstützung Not leidender Lokführerfamilien. Wichtiges Ziel war es zunächst, von dem Status als Unterbeamte weg zu kommen und den Status als Subalternbeamte (mittlerer Beamtenrang) zugestanden zu erhalten. Dennoch beruft sich die GDL in ihrer Tradition auf diese Verbände und betrachtet sich als älteste deutsche Gewerkschaft, obwohl z. B. der GEW-Vorläufer Gesellschaft der Freunde des vaterländischen Schul- und Erziehungswesens bereits 1805 gegründet wurde.
Nachdem die Weimarer Verfassung auch Beamten die Koalitionsfreiheit eingeräumt hatte, entstand aus dem Verband 1920 die GDL. Die GDL hatte Anfang der 1930er-Jahre über 70.000 Mitglieder.
Nach der Machtergreifung der Nationalsozialisten in Deutschland nahm die GDL 1933 wieder ihren ursprünglichen Namen „Verein Deutscher Lokomotivführer“ aus dem Jahr 1867 an, um das politische Reizwort „Gewerkschaft“ zu vermeiden. Am 16. Dezember 1933 legte der Vorsitzende des VDL auf Grund wachsenden politischen Drucks sein Amt nieder, die Organisation wurde zur Marionette der Nationalsozialisten. Am 12. November 1936 wurde der VDL formal in den Reichsbund der Deutschen Beamten eingegliedert. Einige führende Mitglieder der GDL wie Otto Scharfschwerdt wurden von den Nationalsozialisten verfolgt, teils mehrfach inhaftiert und ermordet.

### Wiedergründung nach dem Zweiten Weltkrieg
Erste Ortsverbände der GDL wurden 1946 wiedergegründet. 1949 fand die erste Generalversammlung nach dem Zweiten Weltkrieg statt; dabei wurde auch der Beitritt zum Deutschen Beamtenbund beschlossen.

### Ausdehnung nach der Wiedervereinigung
Am 24. Januar 1990 wurde die GDL-Ost im Bahnbetriebswerk Halle P als erste freie Gewerkschaft in der DDR wiedergegründet. Die erste Generalversammlung der GDL-Ost, auf der auch eine Satzung beschlossen wurde, fand am 3. und 4. Juli 1990 in Halle statt.
Anfang Juli 1990 organisierte die GDL-Ost Warnstreiks, um ihrer Forderung Nachdruck zu verleihen, im Rahmen der Währungs-, Wirtschafts- und Sozialunion die Löhne der Reichsbahn-Lokomotivführer im Verhältnis 1:1 (statt, wie geplant, 2:1) umzurechnen. Im November gleichen Jahres folgten Tarifgespräche, in denen unter anderem die 40-Stunden-Woche vereinbart wurde. Nach eigenen Angaben organisierte die GDL im Jahr 1990 binnen neun Monaten etwa neunzig Prozent (rund 15.000) der Lokomotivführer in den neuen Bundesländern. In Westdeutschland waren bis Ende der 1980er etwa 98 Prozent der Gewerkschaftsmitglieder Beamte gewesen, die nicht streiken durften.
Am 29. Januar 1991 schlossen sich GDL West und Ost in Kassel zu einer gesamtdeutschen Gewerkschaft zusammen.

### Vorsitzende
- Mario Reiß (seit 2024)
- Claus Weselsky (2008–2024)
- Manfred Schell (1989–2008)
- Karl Klein[27]

### Tarifpolitische Ereignisse

#### Auflösung der Bahntarifgemeinschaft
Mit dem Verweis auf unvereinbare tarifpolitische Ziele löste sich die GDL im Juli 2002 aus der Tarifgemeinschaft der Deutschen Bahn, die sie bis dahin mit der gleichfalls zum dbb beamtenbund und tarifunion gehörenden GDBA sowie der DGB-Gewerkschaft Transnet bildete. Im November 2002 scheiterte ein Ergänzungstarifvertrag, der u. a. bis zu 18 zusätzliche unbezahlte Schichten pro Jahr bei DB Regio vorsah, am Widerstand der GDL. In kurzer Zeit traten daraufhin nach GDL-Angaben rund 3.000 Mitarbeiter des Zugbegleitdienstes in die GDL ein.
Im Februar 2003 schlug die GDL erstmals einen Spartentarifvertrag für das Zugpersonal vor. Verhandlungen zwischen März und Mai 2003 zwischen DB AG und der Gewerkschaft scheiterten; am 6. März 2003 folgte ein Warnstreik. Ein Schlichtungsverfahren blieb ergebnislos. Ein Gerichtsurteil bescheinigte der GDL, für einen eigenen Tarifvertrag streiken zu dürfen. Eine im Mai 2003 zwischen DB und GDL vereinbarte Regelungsabrede legte die Tarifführerschaft der GDL fest: Belange der Lokführer dürfen nicht über die GDL hinweg entschieden werden. Im Februar 2005 scheiterten Verhandlungen über einen Flächentarifvertrag; nach Angaben der GDL kam es, neben einem Kündigungsschutz und Fragen der Arbeitszeit, zu keiner signifikanten Einkommensverbesserung des Fahrpersonals. Im August 2005 wurden Verhandlungen zwischen DB und GDL über Langzeitarbeitskonten und einen Sozialsicherungstarifvertrag aufgenommen. Diese scheiterten, da keine Einigung über die Verwendung der Mittel erreicht wurde. Im Anschluss legte die GDL einen Qualifizierungstarifvertrag vor, über den seither keine Verhandlungen mehr erfolgten.

#### Tarifstreit und Streiks 2007/2008

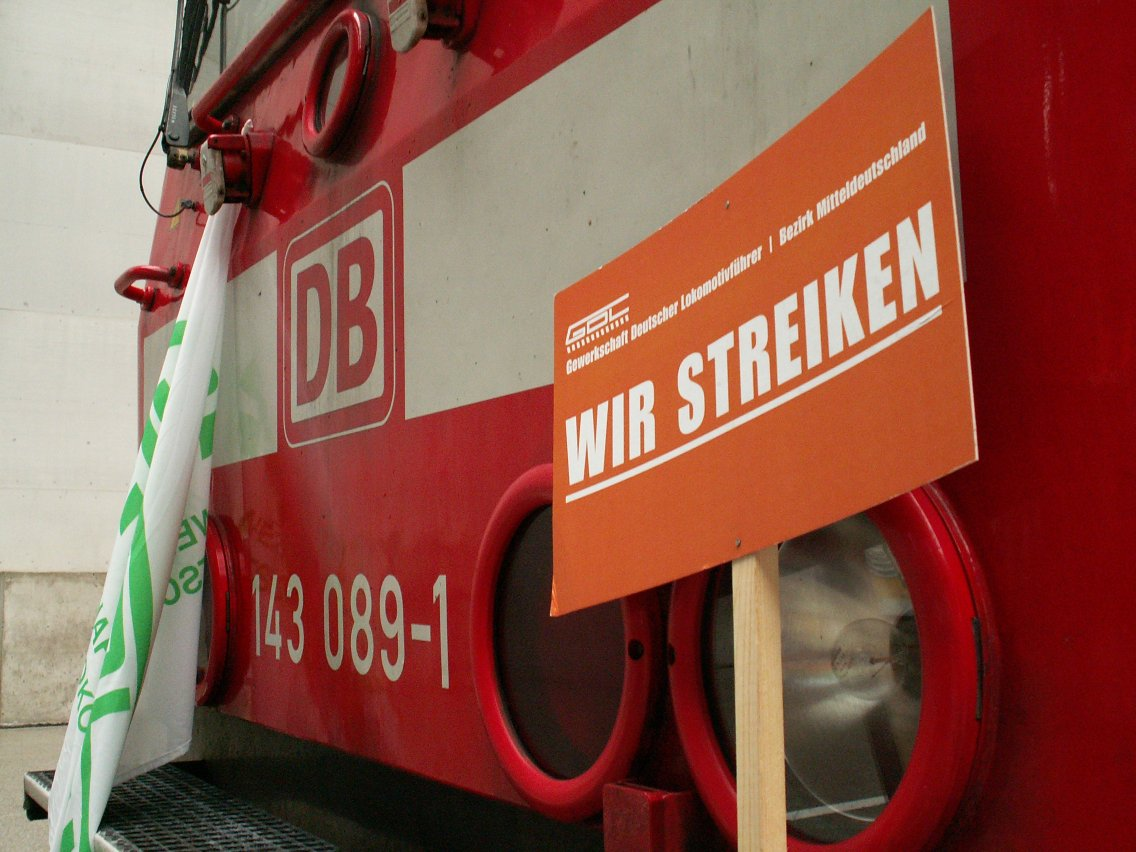
Warnstreik der GDL am Leipziger Hauptbahnhof (Juli 2007)

Im Mai 2006 beschloss die Generalversammlung der GDL die Forderung nach einem eigenständigen Fahrpersonaltarifvertrag (insbesondere Lokführer, Zugbegleiter und Mitarbeiter der Bordgastronomie). Diesen stellte sie im Frühjahr 2007 als Modell vor. Er sah bessere Arbeitsbedingungen und eine Erhöhung des Grundentgeltes um bis zu 40 Prozent vor, wobei einige Zulagen der heutigen Entgeltsystematik in das Grundentgelt integriert werden sollten.
Die Deutsche Bahn war bisher nicht bereit, über einen solchen Spartentarifvertrag zu verhandeln.
Daher folgten am 3. und 10. Juli 2007 als flächendeckende Warnstreiks die ersten flächendeckenden Lokführerstreiks in der Geschichte der DB. Ende Juli wurde die Urabstimmung eingeleitet. Am 6. August gab die GDL bekannt, dass eine Mehrheit von 95,8 Prozent der GDL-Mitglieder einem Streik zustimmte. Die daraufhin für den 9. August 2007 geplanten ersten bundesweiten Streiks ließ die Deutsche Bahn per Einstweiliger Verfügung durch das Arbeitsgericht Nürnberg verbieten. Diese galt bis zum Abschluss des Hauptsacheverfahrens in Chemnitz, längstens bis zum 30. September 2007. Am 9. August einigten sich Deutsche Bahn und GDL auf zwei Schlichter: Kurt Biedenkopf und Heiner Geißler.
Nach gescheiterten Verhandlungen rief die Gewerkschaft zu einem dreistündigen Streik am 5. Oktober, zu einem ganztägigen Streik am 12. Oktober, zu einem mehrstündigen Streik am 18. Oktober und zu einem je 30-stündigen Streik am 25. und 26. Oktober 2007 auf. Diese Streiks beschränkten sich auf den Nah- und Regionalverkehr.
Am 2. November 2007 hob das Landesarbeitsgericht Chemnitz das Streikverbot im Fern- und Güterverkehr auf. Daraufhin führte die GDL einen Streik mit einer Dauer von 42 Stunden im Güterverkehr vom 8. bis 10. November 2007 durch. Da die Bahn bis spätabends am 13. November kein neues Angebot vorlegte, kündigte die GDL einen Streik im Güter- und Personenverkehr an. Vom 14. November, 12 Uhr (Güterverkehr) bzw. vom 15. November (Personenverkehr) bis zum 17. November, 2 Uhr fand der bisher längste Streik mit den größten Auswirkungen statt.
Die GDL einigte sich mit der DB am 13. Januar 2008 auf die Eckpunkte eines neuen, eigenständigen Tarifvertrages. Dieser sah eine durchschnittliche Tariferhöhung um 11 Prozent sowie eine Einmalzahlung von 800 Euro vor. Zudem sollte die Wochenarbeitszeit bei gleichem Entgelt von 41 auf 40 Wochenstunden sinken. Ein weiterer Streik wurde nach dieser Einigung von der GDL nahezu ausgeschlossen. Die endgültige Ausformulierung des Tarifvertrages sollte bis zum 31. Januar 2008 erfolgen.
Am 4. März 2008 spitzte sich der Konflikt zu, weil die Deutsche Bahn den Abschluss der Tarifverhandlung von der gleichzeitigen Einigung zu einem neuen Grundlagentarifvertrag abhängig machte. Deshalb brach die GDL die Tarifverhandlungen zunächst ab und kündigte unbefristete Streiks an. Durch die Wiederaufnahme von Gesprächen zwischen der Deutschen Bahn und der GDL wurde dieser Streik aber abgewendet. Die GDL sowie die Bahngewerkschaften Transnet und GDBA erklärten, Tarifverträge der jeweils anderen Seite anzuerkennen.
Im April 2008 einigten sich die Tarifpartner. In einer Urabstimmung stimmten 85,5 Prozent der Mitglieder dem Tarifvertrag zu. Der neue Vertrag galt für alle Triebfahrzeugführer außer für Rangierlokführer, die damals noch nicht mehrheitlich in der GDL organisiert waren. Damit ging der längste Tarifkonflikt in der Geschichte der Deutschen Bahn zu Ende. Nach Angaben der Transnet wechselten daraufhin bis Mitte August 2007 nahezu 1000 Gewerkschaftsmitglieder zur GDL. Ferner traten rund 700 der über 10.000 Beschäftigten der Berliner Verkehrsbetriebe, zumeist Bus- und Straßenbahnfahrer, von der Vereinten Dienstleistungsgewerkschaft (ver.di) zur GDL über, da jene einen niedrigen Tarifvertrag aushandelte. Ähnliche Effekte wurden auch in Nürnberg und München beobachtet.
Nach Ende des Tarifkonfliktes gab Manfred Schell den GDL-Vorsitz an Claus Weselsky ab und wurde Ehrenvorsitzender.

#### Gescheiterter Streik im bayerischen Nahverkehr 2010
Ver.di erzielte 2010 bei den Tarifverhandlungen für den bayerischen Nahverkehr mit der Vereinigung der kommunalen Arbeitgeberverbände (KAV) eine Gehaltserhöhung von 3,5 % für ihre Mitglieder. Die GDL lehnte dies als unzureichend ab und drängte auf einen besseren Tarifvertrag für GDL-Mitglieder. Am 20. August 2010 erklärte die dbb Tarifunion als Verhandlungsführerin der GDL diese Verhandlungen für gescheitert. In Nürnberg, Augsburg und München kam es daraufhin ab dem 10. September 2010 zu Streiks bei öffentlichen Nahverkehrsmitteln, die Verkehrs-Aktiengesellschaft Nürnberg (VAG), Stadtwerke Augsburg und Münchner Verkehrsgesellschaft (MVG) wurden seit dem 24. September durch das GDL-organisierte Fahrpersonal bestreikt.
Da die GDL mit unangekündigten Streiks die Gepflogenheiten bei Nahverkehrsstreiks ignorierte, setzte die MVG in München am 30. September 2010 einen eingeschränkten Fahrplan für U-Bahn und Straßenbahn in Kraft: U-Bahnen fuhren nur im 10- bzw. 20-Minuten-Takt. Das Nachtlinienangebot wurde gestrichen.
Die dbb Tarifunion unterbrach noch am gleichen Tag den Streik in Nürnberg und Augsburg, setzte ihn aber in München fort, obwohl dort der eingeschränkte Fahrplan auch ohne die GDL-Fahrer die Grundversorgung der MVG-Kunden garantierte.
Nachdem Münchens Oberbürgermeister Christian Ude die Aussperrung von GDL-Mitgliedern androhte und die Münchner Verkehrsgesellschaft Vorwürfe erhob, dass die GDL ihren Arbeitskampf auch mit überdurchschnittlich vielen Krankmeldungen führe, akzeptierte die GDL nach achtwöchigem Arbeitskampf den von ver.di Monate zuvor ausgehandelten Tarifvertrag. Weitere Forderungen der GDL zur Arbeitszeit wurden an eine gemeinsame Kommission von KAV und GDL verwiesen, die umstrittene Fragen klären sollte. Bei Nichteinigung würden diese Punkte in der nächsten Tarifrunde 2012 verhandelt. Die Strategie, mit radikaleren Forderungen als die DGB-Gewerkschaft ver.di Mitglieder zu werben, war daran gescheitert, dass die GDL hier ihre Schlagkraft überschätzte.

#### Tarifstreit und Streiks 2011
Nachdem 2008 der letzte Tarifstreit mit einer Einigung endete, strebte die GDL 2011 einen Bundes-Rahmen-Lokomotivführertarifvertrag (BuRa-LfTV) an, der Lohnunterschiede insbesondere zwischen Deutscher Bahn und Privatbahnen ausgleichen sollte. Während einige Gesellschafter dem Vertrag sofort zustimmten, kam es vor allem bei AKN, Cantus, metronom und den Unternehmen der Veolia zu Streiks, um eine Zustimmung zum BuRa-LfTV zu erzwingen.
Streikschwerpunkt war häufig Norddeutschland. Viele Pendler mussten teilweise wochenlang auf Schienenersatzverkehr ausweichen. Trotz des Unverständnisses bei Fahrgästen, monatelanger Streiks und Schlichtungsverfahren kam keine Bewegung in den Tarifstreit. Im August 2011 musste die GDL ihre Streiks zum großen Teil aufgeben. Begründet wurde dies u. a. mit sinkender Streikbereitschaft.

#### Interne Konflikte 2013
Über die Verdoppelung eines gewährten Arbeitgeberdarlehens der GDL an ihren stellvertretenden Vorsitzenden Sven Grünwoldt von 50.000 Euro entbrannte im Frühjahr 2013 vorstandsintern ein Konflikt. Daher enthob der Hauptvorstand am 15. April 2013 Grünwoldt und seinen anderen Stellvertreter Thorsten Weske, der Grünwoldt unterstützte, ihrer Ämter. Nach Weselskys Darstellung habe Grünwoldt sein Amt unzulässig eingesetzt, um einen weiteren Kredit zu erhalten. Der andere Vize, Thorsten Weske, sei abgewählt worden, weil er sich dabei auf Grünwoldts Seite gestellt habe. Für Beobachter sei der Hauskredit nur der Anlass für Abwahl gewesen, da Konflikte zwischen Weselsky und seinen Vertretern schon länger schwelten. Derartige Kredite für Immobilienkäufe seien für Spitzenfunktionäre der Lokführergewerkschaft üblich. Der Hauptvorstand ernannte Norbert Quitter und Lutz Schreiber zu neuen Stellvertretern. Eine außerordentliche Generalversammlung der GDL bestätigte am 15. Mai 2013 beide als Stellvertreter. Gegen die Darstellung seiner Absetzung auf der GDL-Website erstattete Weske im April 2013 Strafanzeige wegen Verleumdung.
Weselskys Vorgänger Schell warf ihm einen autoritären Führungsstil vor und legte aus Protest den Ehrenvorsitz der GDL nieder. Schell gründete im Jahr 2013 mit weiteren früheren langjährigen Mitarbeitern die  Initiative für Demokratie und Rechtsstaatlichkeit in der GDL.

#### Tarifstreit und Streiks 2014/2015
Von Herbst 2014 bis Mai 2015 organisierte die GDL neun mehrtägige, flächendeckende Streiks.
Die Kernforderungen der GDL waren:
- fünf Prozent mehr Lohn für das Zugpersonal[60][61]
- Reduzierung der Wochenarbeitszeit von 39 auf 38 Stunden (ursprünglich ab Januar 2015 geplant)[61]
- Begrenzung der Überstunden auf 50[60]
- freie Wochenenden sollen mindestens Freitag 22 Uhr bis Montag 6 Uhr umfassen[60]

Hierüber wurde zunächst nicht verhandelt, weil nach Aussage beider Parteien die jeweils andere Seite Verhandlungen ablehnte.
Hintergrund war der seit 2010 bestehende Grundsatz der Tarifpluralität, den das Bundesarbeitsgericht unter Berufung auf das Grundgesetz feststellte. Demnach können in einem Betrieb verschiedene Gewerkschaften für die Mitarbeiter zuständig sein, die bei diesen jeweils organisiert sind. Somit können im selben Betrieb mehrere Tarifverträge gelten. Die GDL betonte, dass sie außer für Lokführer auch für das übrige Zugpersonal zuständig sei, zumal sie eine Mehrheit des Zugpersonals insgesamt vertrete. Dies bestritt die Deutsche Bahn AG. Sie lehnte konkurrierende Verhandlungen mit beiden Gewerkschaften ab. Bisher wurde nur mit der Eisenbahn- und Verkehrsgewerkschaft (EVG) für das Zugpersonal (mit Ausnahme der Lokführer) verhandelt. Diese Zuständigkeit war im Jahr 2007 von der GDL unterzeichneten Grundlagentarifvertrag festgeschrieben und sollte bis mindestens 2012 gelten. Die GDL rückte davon erst 2014 ab. Über die konkrete Verteilung dieses Personals auf EVG und GDL entstanden unterschiedliche Ansichten zwischen den Parteien. Die GDL sah ihre Forderung, die Geltung der Tarifverträge auf das gesamte Zugpersonal auszudehnen, vom Grundrecht auf Vereinigungsfreiheit gedeckt.

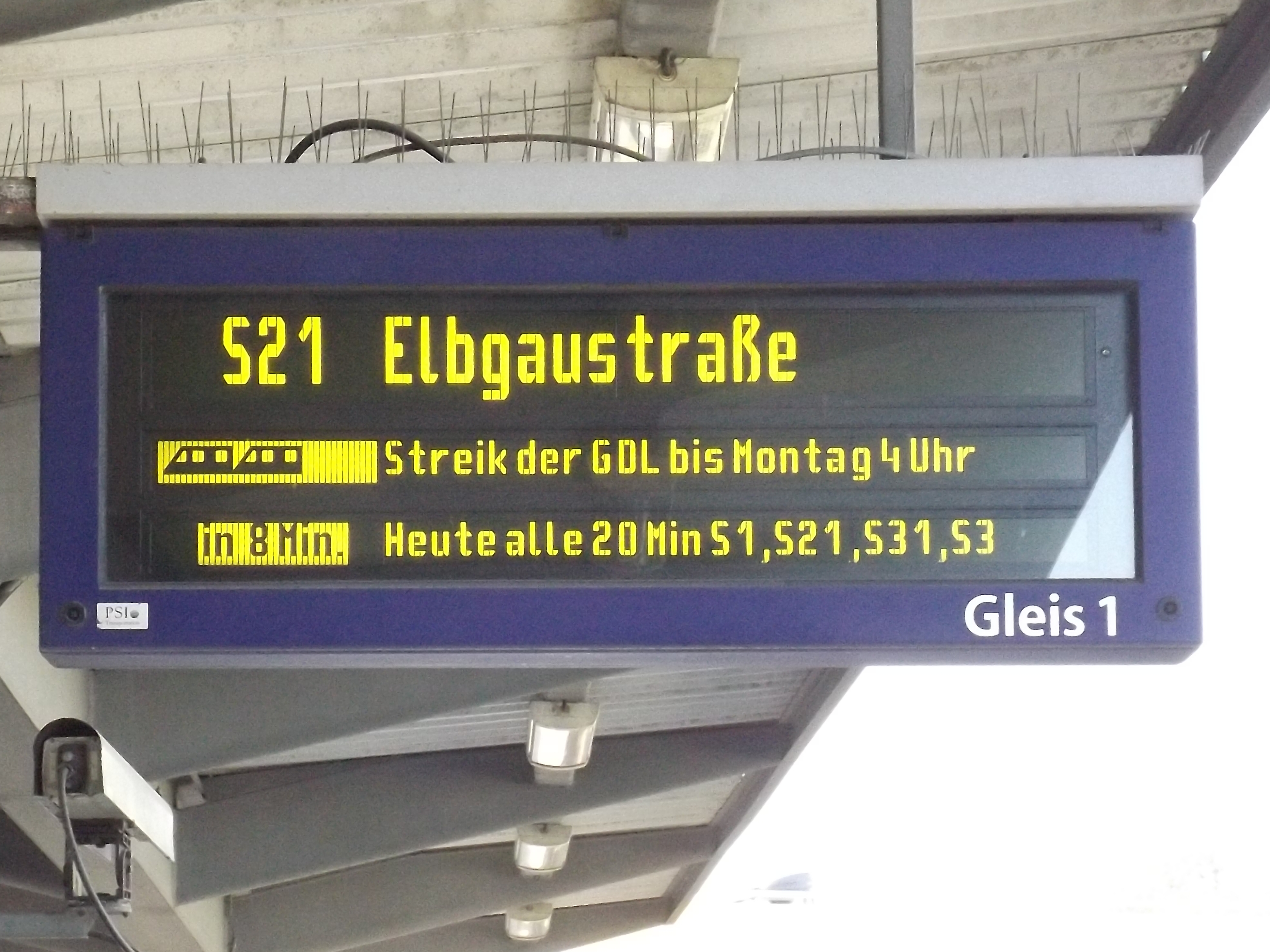
Streikauswirkungen bei der S-Bahn Hamburg (November 2014)

Insgesamt kam es in diesem Tarifkonflikt zu neun Streiks, mit 420 Stunden Gesamtdauer. Am achten Streik beteiligten sich laut der Zeit ein Viertel der Lokführer und 115 der rund 3100 Lokrangierführer der Deutschen Bahn; viele Lokführer meldeten sich krank. Mit einer Dauer von sechs Tagen war er der bislang längste Ausstand im laufenden Tarifkonflikt. Der neunte und letzte Streik war als unbefristeter Streik angelegt und begann Mitte Mai 2015. Drei Tage später beendete die Gewerkschaft den Streik nach einem erfolgreichen Schlichtungsverfahren mit dem thüringischen Ministerpräsident Bodo Ramelow als GDL-Vertreter. Die Bahn wurde von Matthias Platzeck vertreten. Die Schlichtung war bis zum 15. Juni geplant, bis dahin galt Friedenspflicht. Nach fünfwöchiger Schlichtung stimmten beide Seiten am 30. Juni 2015 dem Schlichterspruch zu.
Laut eigenen Angaben verlor die DB durch jene Streiks acht bis zehn Prozent ihrer Kunden im Güterverkehr.

#### Verfassungsbeschwerde zum Tarifeinheitsgesetz
Die GDL befürchtete, mit Inkrafttreten des Tarifeinheitsgesetzes von der konkurrierenden EVG verdrängt zu werden. Das Gesetz wurde am 22. Mai 2015 verabschiedet und sollte zum 1. Juli 2015 in Kraft treten. Am 31. Juli 2015 reichte die GDL eine 179-seitige Verfassungsbeschwerde dagegen ein. Vier Lokführer, zwei Zugbegleiterinnen, ein Bordgastronom, ein Lokrangierführer und eine Disponentin machten darin eine Verletzung ihrer Grundrechte (Art. 2 Abs. 1 und Art. 9 Absatz 3 Grundgesetz) geltend.
Der Tarifvertrag zwischen DB und GDL wurde vor Inkrafttreten des Tarifeinheitsgesetzes abgeschlossen. Er unterlag damit nicht dem neuen Gesetz.
Anfang Juli 2017 urteilte das Bundesverfassungsgericht, dass das Gesetz überwiegend verfassungskonform sei. Nachgebessert werden müssten Schutzvorkehrungen, damit nicht spezielle Berufsgruppen übermäßig gegenüber der Mehrheit der betriebsangehörigen Gewerkschaftsmitglieder benachteiligt werden, weil dieser ihre besonderen Belange unzureichend berücksichtigt.

#### Tarifrunde 2017
In der Tarifrunde 2017 schloss die GDL nach Streikdrohungen und achtwöchiger Schlichtung mit einem Ergebnis ab, das in weiten Teilen an der zuvor zwischen Bahn und Eisenbahn- und Verkehrsgewerkschaft ausgehandelten Einigung angelehnt war: Ab April 2017 erhielten die Beschäftigten 2,5 Prozent mehr Lohn und einmalig 550 Euro. Ab Januar 2018 gibt es 2,6 Prozent mehr oder zusätzlichen Freizeitausgleich. Hinzu kommen umfangreiche Verbesserungen bei den Schichtdiensten. Durch Vermittlung der beiden Schlichter Bodo Ramelow und Matthias Platzeck konnte zudem wieder eine Basis für einen sozialpartnerschaftlichen Umgang zwischen den Tarifparteien geschaffen werden.

#### Tarifauseinandersetzungen während der COVID-19-Pandemie 2020
Aufgrund der Reisebeschränkungen in der COVID-19-Pandemie brachen ab März 2020 die Fahrgastzahlen in den Zügen massiv ein.
Im Fernverkehr wurden die Zugleistungen weitgehend aufrechterhalten. Im Regionalverkehr gab es Einschnitte. Zur Abmilderung der Folgen pandemiebedingter Kurzarbeit schloss die GDL einen Tarifvertrag Kurzarbeit mit den wesentlichen Tarifpartnern, der einen Kündigungsschutz und eine Kurzarbeitergeld-Aufstockung auf 90 % des Nettolohns umfasste. Den Beitritt zum von der Deutschen Bahn initiierten „Bündnis für unsere Bahn“, das unter anderem Kündigungsschutz, erhebliche finanzielle Unterstützung für die Deutsche Bahn und den Verzicht auf größere Gehaltssteigerungen vorsah, lehnte die GDL ab. Das Bündnis verbessere den Eisenbahnverkehr in Deutschland unzureichend. Die Sanierung – nach Aussagen der Gewerkschaft zulasten der Mitarbeiter – wurde abgelehnt. Stattdessen plädierte die GDL für ein Ende verlustreicher Auslandsgeschäfte. Auch der Verwaltungsapparat müsse reduziert werden.
Eine Aufforderung der Deutschen Bahn, vor dem Auslaufen des Tarifvertrags aus der Tarifrunde 2018/19 in Verhandlungen um einen Sanierungstarifvertrag einzutreten, lehnte die GDL ab. Daher berief die Deutsche Bahn am 7. Oktober 2020 gemäß den Tarifverträgen im Jahre 2015 eine Schlichtung ein. Als Schlichter bestimmten beide Parteien den brandenburgischen Ministerpräsidenten a. D. Platzeck. Im Oktober 2021 beschloss die GDL folgende Forderungen:
- eine Gehaltserhöhung von 4,8 %
- die Einführung einer verbindlichen Jahresschichtplanung
- Regelungen zur Altersteilzeit
- Verbesserungen der Arbeitszeitregelung
- eine einmalige Coronazulage von 1300 €
- eine ortsbezogene Zulage, um die Lebenshaltungskosten auszugleichen
- Sanierungstarifvertrag u. a. mit Verzicht auf Boni für 3 Jahre für alle Führungskräfte
- Hygienekonzepte für Mitarbeiter in Zügen

Im August 2021 näherten sich beide Tarifparteien so weit an, dass in Anlehnung an den Abschluss der Gewerkschaft ver.di für den öffentlichen Dienst 1,4 Prozent für 2021 sowie für 2022 zusätzlich 1,8 Prozent und als Corona-Prämie 600 Euro möglich erschienen. Strittig waren die Vertragslaufzeit (die GDL forderte 24 Monate, die Deutsche Bahn anfangs 40 Monate, ab 1. September 2021 36 Monate) sowie Fragen der Altersvorsorge. Außerdem möchte die GDL auch die Fahrzeuginstandhaltung, den Netzbetrieb, die Fahrweginstandhaltung sowie Rahmenbedingungen für Auszubildende tarifieren. Da diese in der Regel die EVG vertritt, lehnt die Bahn dies ab. Nach dem Tarifeinheitsgesetz gilt der Vertrag der Gewerkschaft, die im jeweiligen Betrieb die meisten Mitglieder hat. Die EVG stimmte ohne Mitgliederbefragung am 17. September 2020 zu, auf Lohnerhöhungen bis Ende 2021 zu verzichten. Dem folgt eine Erhöhung von 1,5 Prozent bis 28. Februar 2023. Hinzu kämen Leistungen zur Altersvorsorge und der Ausschluss betriebsbedingter Kündigungen. Der Tarifvertrag der EVG enthält allerdings in Anlage 11 ein Sonderkündigungsrecht: Erreicht „eine andere Gewerkschaft“ (die GDL) einen höheren Abschluss, kann die EVG ihren Tarifvertrag kündigen und nachverhandeln. Das betrifft auch die Corona-Prämie, auf die die EVG verzichtete. Auch deshalb verhärteten sich die Fronten angesichts der 185.000 EVG-Mitglieder. Allerdings sind diese zumeist Rentner und Pensionäre, nur rund 64.500 sind noch berufstätig.
Bahnsprecher Achim Stauß forderte die GDL auf, Rücksicht auf die Leistungsfähigkeit des Unternehmens zu nehmen, insbesondere wegen der Milliardenverluste in der COVID-19-Pandemie. Laut DB gefährdet der Streik auch die Lieferketten der deutschen und europäischen Industrie. Im Notbetrieb fahre die Güterverkehrs-Tochter DB Cargo die versorgungsrelevanten Züge etwa zu Kraftwerken oder großen Industriebetrieben um die Versorgung aufrechtzuerhalten. Sorgen bereite auch der Platzmangel in den wenigen verbliebenen Reisezügen, in denen der wegen der Coronapandemie gebotene Abstand nicht immer eingehalten werden könne. Der Vorsitzende der Eisenbahn- und Verkehrsgewerkschaft (EVG) Klaus Hommel kritisierte, dass es in dem Arbeitskampf nicht um eine normale Tarifrunde gehe, sondern um den Existenzkampf der GDL. Deren Vorsitzender Weselsky habe das Ziel ausgegeben, die EVG auszuschalten.
Nach Streiks im Güterverkehr und im Personenverkehr Mitte August 2021 folgte eine zweite Streikwelle vom 21. bis 25. August. Der Fahrgastverband Pro Bahn kritisierte, die Streiks seien zu kurzfristig angekündigt worden. Weselsky wies die Kritik zurück mit dem Argument: „Es gibt keinen Zeitpunkt, wo ein Streik gut ist für die Kunden.“
Am 30. August 2021 kündigte die GDL einen dritten Streik an, der im Güterverkehr vom 1. September um 17 Uhr sowie im Personenverkehr vom 2. September um 2 Uhr bis zum 7. September um 2 Uhr andauerte. Versuche der Deutschen Bahn, den Streik im Wege einer Einstweiligen Verfügung beim Arbeitsgericht Frankfurt am Main sowie in der Berufung auch beim Hessischen Landesarbeitsgericht untersagen zu lassen, scheiterten am 2. und am 3. September 2021, weil die Gerichte nicht mit der für das Eilverfahren notwendigen Sicherheit feststellen konnten, dass die Gewerkschaft mit ihrem Vorgehen unzulässige tarifpolitische Ziele verfolgen würde.
Insgesamt summierten sich die Streiks auf 265 Stunden im Güter- und 216 Stunden im Personenverkehr. Am 16. September 2021 einigten sich die Deutsche Bahn und die GDL unter Vermittlung der beiden Ministerpräsidenten Stephan Weil (SPD) und Daniel Günther (CDU) auf einen neuen Tarifvertrag, der bei einer Laufzeit von 32 Monaten unter anderem eine auf zwei Stufen verteilte Lohnerhöhung von 3,3 % und die Auszahlung von zwei Corona-Prämien vorsah.

#### Tarifstreit und Streiks 2023/2024
Problemlage im Tarifstreit zwischen GDL und DB
In der Tarifrunde ab dem 4. Quartal 2023 fordert die GDL, die Arbeitszeit für Schichtarbeiter von 38 auf 35 Stunden pro Woche bei vollem Lohnausgleich abzusenken, was die DB jedoch ablehnte. Außer kürzeren Arbeitszeiten fordert die GDL einen um 555 Euro höheren Monatslohn für die Lokführer sowie eine einmalige, steuer- und abgabenfreie Zahlung als Inflationsausgleich in Höhe von 3000 Euro (abzüglich eines bereits ausgezahlten Teilbetrages). Um den Tarifstreit beizulegen, bot die DB der Gewerkschaft am 9. November 2023 eine elfprozentige Lohnerhöhung mit einer Laufzeit von 32 Monaten an. Dieses Angebot wurde jedoch von der GDL als zu gering abgelehnt.
Streiks von Januar bis März 2024

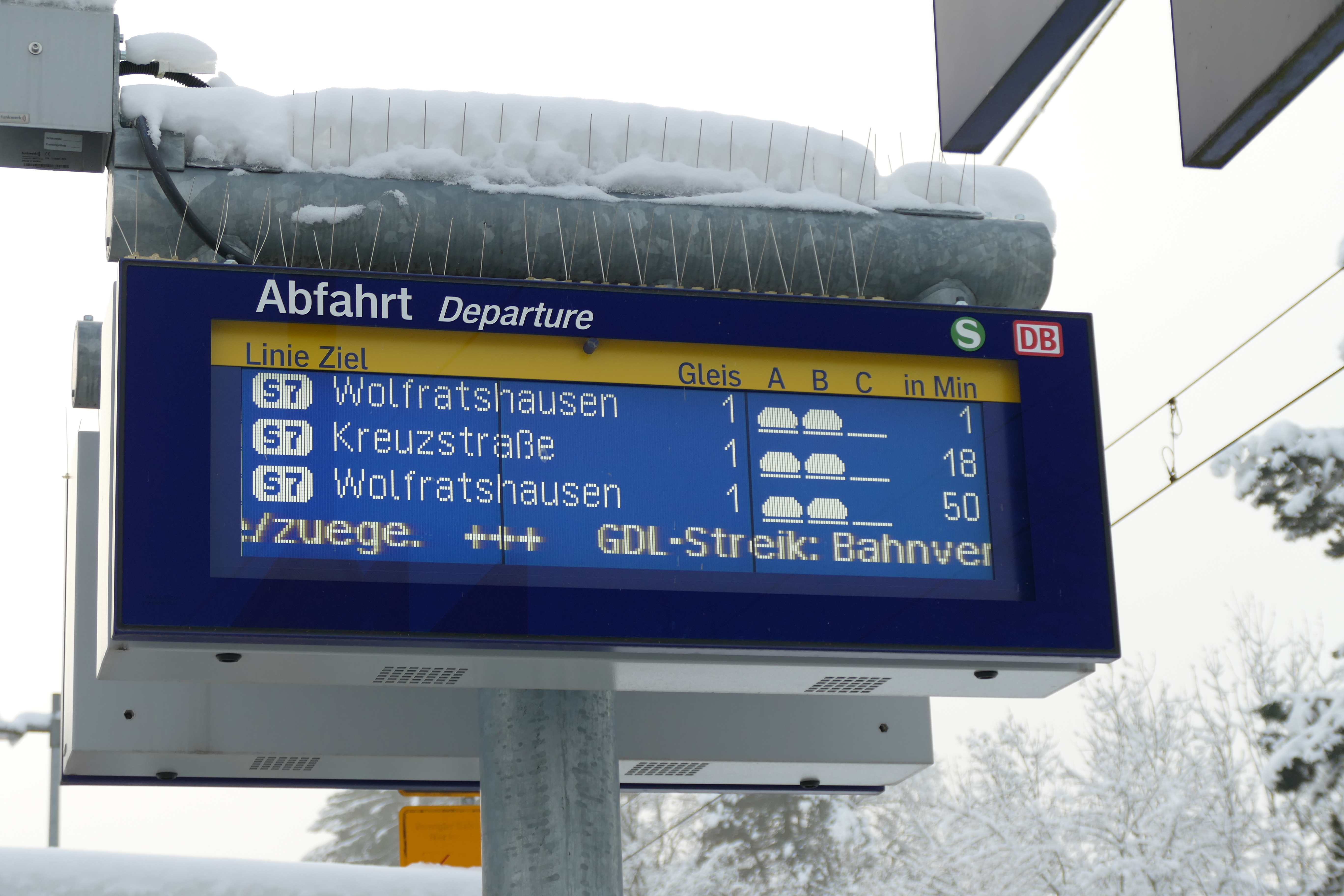
Zugzielanzeiger mit Streikmeldung bei der S-Bahn München

Obwohl sich die Gewerkschaft GDL bei ihren Kernforderungen gegenüber der Deutschen Bahn kompromissbereit zeigte, kündigte Weselsky im Dezember 2023 an, Bahnreisende müssten 2024 mit einem längeren Stillstand im Bahnverkehr rechnen. Dies wurde auch mit Bonus-Zahlungen an Bahn-Vorstände in Verbindung gebracht. Bereits im November und Dezember 2023 hatten Warnstreiks stattgefunden. Schließlich erklärten in einer Urabstimmung rund 97 Prozent der abstimmenden GDL-Mitglieder ihre Bereitschaft zu unbefristeten Streiks.
Am 7. Januar 2024 rief die GDL ihre Mitglieder dazu auf, in der Zeit vom 10. Januar 2024 2.00 Uhr bis zum 12. Januar 2024 18.00 Uhr die Arbeit niederzulegen. Die Deutsche Bahn versuchte, diesen Streik gerichtlich zu verhindern, scheiterte jedoch in zwei Instanzen.
Ende Januar 2024 fand ein weiterer Streik statt. Unter Moderation von Daniel Günther und Thomas de Maizière Ende Januar 2024 wiederaufgenommene Verhandlungen scheiterten Ende Februar 2024. Ein Angebot der DB, auf der Grundlage des Moderatorenvorschlags vom 26. Februar weiterzuverhandeln, lehnte die GDL ab und forderte die DB auf, bis 10. März ein neues Angebot vorzulegen. Als dieses ausblieb, kündigte die GDL einen 35-stündigen Streik im Personenverkehr für den 12./13. März an, der im Güterverkehr bereits am 11. März beginnen sollte. Eilanträge des Arbeitgeberverbandes MOVE gegen diesen Streik wurden zurückgewiesen.
Am 16. März 2024 wurden die Verhandlungen zwischen GDL und DB wieder aufgenommen. Am 25. März 2024 wurde eine Einigung verkündet.

### Interne Konflikte
Das Landgericht Frankfurt am Main erklärte die Amtsenthebung und die Kündigung Weskes als stellvertretender Bundesvorsitzender Anfang März 2015 für unwirksam. Das Oberlandesgericht Frankfurt bestätigte im September 2020 das Urteil und sprach Weske 170.000 EUR zu, da sein Anstellungsvertrag nicht wirksam gekündigt worden sei.
Im August 2015 wurde Schell wegen strittiger Beitragsrückstände und wegen des Vorwurfs gewerkschaftsschädigenden Verhaltens aus der GDL durch den geschäftsführenden Vorstand ausgeschlossen. Ebenfalls wegen des Vorwurfs gewerkschaftsschädigenden Verhaltens beschloss der amtierende geschäftsführende GDL-Vorstand den Ausschluss der Ex-Funktionäre Volker Siewke und Dieter Kowalsky. Klagen auf Beitragszahlungen der GDL gegen Schell wurden rechtskräftig abgewiesen.
Vor den Betriebsratswahlen 2018 schloss die Gewerkschaft 200 aktive Mitglieder aus, die laut GDL-Angaben freie Listen gegründet hätten.

### Fair Train
Im Juni 2023 gab der Vorstand der GDL den Aufbau eines gewerkschaftsnahen Personaldienstleistungsunternehmens bekannt. Dieses ist als Genossenschaft konstituiert. Voraussetzung für den Erwerb stimmberechtigter Genossenschaftsanteile ist eine Mitgliedschaft in der GDL. Um angestellt werden zu können, braucht man jedoch kein Mitglied zu sein. Trotz diverser personeller Überschneidungen sei die Genossenschaft aber autonom, so bestünden keine finanziellen Abhängigkeiten. Neben der Schaffung besserer Arbeitsbedingungen sollte vor allem auf den Gehaltsunterschied zwischen den Lokführern der Deutschen Bahn und denen bisheriger Personaldienstleister aufmerksam gemacht werden. So verdienten Angestellte der Deutschen Bahn oftmals schlechter als Leiharbeiter. Auch soll durch gezielte Anwerbungen von bisherigen Lokführern der Deutschen Bahn Druck auf den Konzern aufgebaut werden. Diese Lokführer könnten zum Teil kündigen, um bei der Fair Train Genossenschaft zu arbeiten.
Ebenfalls könnte die Durchsetzung des Tarifeinheitsgesetzes seitens der Deutschen Bahn ausschlaggebend gewesen sein: Mit der Gründung wolle sich die GDL wahrscheinlich verlorene Bedeutung zurückholen.
Um die Angestellten der Genossenschaft nachhaltig absichern zu können, sei ein langsames Wachstum geplant, das mit ca. 50 Festangestellten starten soll. Die Gewinne des Unternehmens sollen den Mitgliedern der Genossenschaft zurückgezahlt werden.
Während des Tarifstreits 2023/2024 warf die Deutsche Bahn der GDL durch ihr gleichzeitiges Auftreten als Arbeitgeber und als Gewerkschaft einen Interessenkonflikt vor, der sich durch „personelle und organisatorische Verflechtungen“ zeige, und reichte daher am 2. Januar 2024 beim Hessischen Landesarbeitsgericht eine Feststellungsklage gegen die Gewerkschaft ein, um ihre Tariffähigkeit prüfen zu lassen. In der rechtlichen Auseinandersetzung wirft die DB der GDL unter anderem vor, durch die Durchsetzung der 35-Stunden-Woche einen künstlichen Mehrbedarf an Lokführern erzwingen zu wollen, welche dann wiederum mit der eng mit der GDL verbundenen FairTrain gedeckt werden solle. Im Rahmen der Einigung beim Tarifstreit vereinbarten die GDL und die Deutsche Bahn ein Zurückziehen der Klage und eine Beendigung der personellen Verflechtung. Dafür wurde am 25. März 2024 Rainer Wendt zum neuen Aufsichtsratsvorsitzenden gewählt. Am 18. Dezember 2024 wurde Bodo Ramelow in den Aufsichtsrat bestellt und anschließend zum Aufsichtsratsvorsitzendem gewählt.

## Kritik
Die Rolle der GDL in der gewerkschaftlichen Bewegung und ihr Anspruch auf die Repräsentanz von Bahnmitarbeitern ist umstritten. Öffentlich sorgt ihr Verhalten bei Verhandlungen mit der Deutschen Bahn immer wieder für Unverständnis. Im Zentrum der Kritik steht dabei der seit 2008 durchgehend amtierende Vorsitzende Claus Weselsky. Weselsky wird unter anderem ein autokratischer Führungsstil vorgeworfen. Weselskys Vorgänger Manfred Schell verglich gar „seinen Führungsstil mit dem von Diktatoren wie Assad und Mao“.
Beobachter verweisen darauf, dass es der GDL primär um einen Ausbau ihrer Macht im DB-Gesamtkonzern gehe. Sie wolle mit ihren Aktionen dort Mitglieder werben, wo sie schwächer ist als die Konkurrenzgewerkschaft EVG. Der Machtkampf kam laut Beobachtern aber erst durch das von der großen Koalition 2015 verabschiedete Tarifeinheitsgesetz zustande. Das Gesetz besagt, dass die jeweils größte Gewerkschaft in einem Betrieb alleiniger Verhandlungspartner sei. Die Gesetzesänderung war umstritten, jedoch gab das Bundesverfassungsgericht der Regierung 2017 recht.
Die Deutsche Bahn spaltete ihren Konzern in viele Einzelbetriebe auf, um die Macht einer Gesamtgewerkschaft zu brechen. Laut Bahn hat die GDL in 16 der nun rund 300 Einzelbetriebe des Konzerns die Mehrheit (Stand 2021). Dennoch schrieb die Süddeutsche Zeitung im August 2021, der damalige GDL-Streik sei „ein unzulässiger politischer Streik – auch wenn er unter dem Deckmantel einer Tarifauseinandersetzung geführt“ werde.

## Mitgliedschaften
Die GDL ist Mitglied in folgenden Organisationen:
- Europäische Union der unabhängigen Gewerkschaften
- DBB Beamtenbund und Tarifunion
- Netzwerk Europäische Bewegung Deutschland
- Allianz pro Schiene